# Инициатива Бриггса
Инициатива Бриггса (другое название Поправка № 6) — законопроект, вынесенный на референдум по бюллетеням штата Калифорния на выборах 7 ноября 1978 года. Ее автор — Джон Бриггс, консервативный законодатель штата от округа Ориндж. Провалившийся законопроект был направлен на то, чтобы запретить геям и лесбиянкам работать в государственных школах Калифорнии.
Открытый гей-политик из Сан-Франциско Харви Милк сыграл важную роль в борьбе с этой мерой. Оппозиция в голосовании по этому законопроекту состояла из видных общественных деятелей того времени, например, из губернатора Калифорнии Рональда Рейгана, президента Джимми Картера и т. д. Общественное мнение довольно быстро перешло от общей поддержки поправки № 6 к критике законопроекта.

## Предыстория
Певица и официальный представитель Флоридской комиссии по цитрусовым Анита Брайант получила широкое освещение в национальных новостях за свои успешные усилия по отмене постановления, запрещающего дискриминацию по признаку сексуальной ориентации в округе Дейд, штат Флорида. Этот успех вызвал дополнительные усилия по отмене законодательства, которое добавляло бы сексуальную ориентацию или сексуальное предпочтение в качестве защищенной группы к антидискриминационным законам и кодексам. Не ограничиваясь отменой антидискриминационных мер, Оклахома и Арканзас запретили геям и лесбиянкам преподавать в государственных школах. Идея Инициативы Бриггса возникла во время успеха отмены антидискриминационного языка округа Дейд.
Эта мера была первой попыткой ограничить права геев и лесбиянок посредством голосования в масштабе штата.

## Текст
Инициатива предусматривала, что «учитель государственной школы, помощник учителя, администратор или консультант могли быть уволены, если обнаруживалось, что сотрудник участвовал в (1) «публичной гомосексуальной деятельности», которую инициатива определила как акт гомосексуального секса, который был «не скрыт и не практиковался в частном порядке, независимо от того, составлял ли такой акт во время его совершения преступлением» или (2) «публичное гомосексуальное поведение», которое инициатива определила как «подстрекательство, навязывание или поощрение частной или публичной гомосексуальной активности, направленной на школьников и / или других сотрудников или способных привлечь к ним внимание».
«Сотрудник будет уволен, если школьный совет после слушания определит преобладание доказательств того, что сотрудник участвовал в «публичной гомосексуальной деятельности» или «публичном гомосексуальном поведении» и «что указанная деятельность или поведение сделали служащего непригодным для службы». Факторы, которые правление рассмотрит при определении «непригодности для службы», будут «включать, но не ограничиваться: (1) вероятность того, что деятельность или поведение могут отрицательно повлиять на учащихся или других сотрудников; (2) близость или отдаленность во времени или месте поведения от обязанностей сотрудника; (3) смягчающие или отягчающие обстоятельства, которые, по мнению совета директоров, должны быть рассмотрены при взвешивании доказательств; и (4) включало ли поведение действия, слова или поступки постоянного или всеобъемлющего характера, которые имели бы тенденцию поощрять или располагать школьников к частной или общественной гомосексуальной деятельности или частному или публичному гомосексуальному поведению».
Инициатива также предусматривала, что «лицо не может быть нанято в качестве учителя государственной школы, помощника учителя, администратора или консультанта, если оно «участвовало в публичной гомосексуальной деятельности или публичном гомосексуальном поведении, если правление определит, что указанная деятельность или поведение приводят к непригодности к службе».

## Кампания

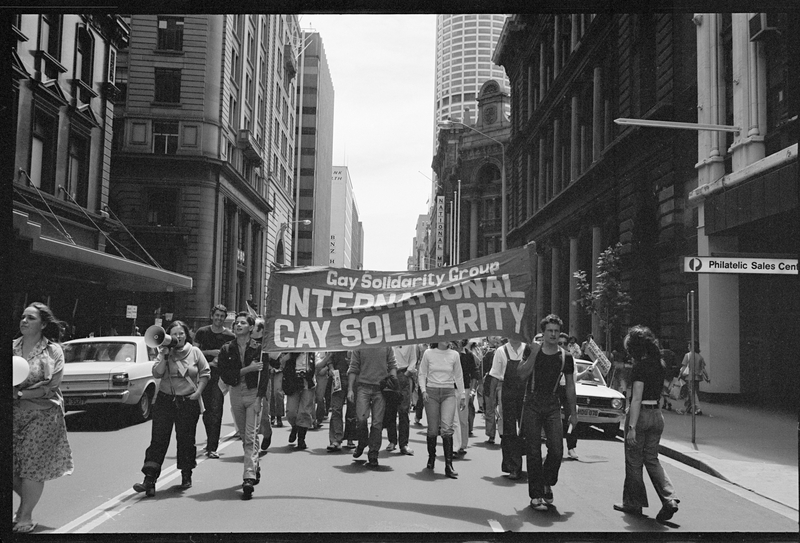
Ноябрь 1978 года: марш сторонников Группы солидарности геев в Сиднее, Австралия, в знак протеста против Инициативы Бриггса.

Коалиция активистов, включая Сэлли М. Джирхарт, Гвенн Крейг, Билла Крауса, открытого гомосексуала-политика Сан-Франциско Харви Милка, учителя (позже президента Наблюдательного совета Сан-Франциско) Тома Аммиано и Хэнка Уилсона, мобилизовалась под лозунгом «Выходи! Выходи! Где бы ты ни был!», чтобы победить инициативу. В ходе кампании, которая стала кампанией «No On 6», геи и лесбиянки ходили от двери к двери в своих городах и поселках по всему штату, чтобы рассказать о вреде, который может нанести эта инициатива.
Геи и лесбиянки приходили к своим семьям, своим соседям и своим коллегам, выступали в своих церквях и общественных центрах, отправляли письма своим местным редакторам и иным образом раскрывали всему населению, что геи действительно были «повсюду» и среди них были люди, которых они уже знали и о которых заботились. В начале сентября избирательные бюллетени опережали опросы общественного мнения: около 61 % избирателей поддержали принятие поправки, а 31 % выступили против. Движение против него поначалу мало что могло изменить в общественном мнении, хотя крупные организации и церковные группы выступали против него. Однако к концу месяца баланс опросов изменился до 45 % в пользу инициативы, 43 % против и 12 % затруднились ответить.
Против законопроекта выступила разнообразная группа политиков, включая Рональда Рейгана, Джерри Брауна, Джеральда Форда и тогдашнего президента Джимми Картера.
Некоторые геи-республиканцы также организовались против этой инициативы на политическом уровне. Наиболее известные из них, республиканцы из бревенчатых хижин, были основаны в 1977 году в Калифорнии как точка сплочения республиканцев, выступающих против Инициативы Бриггса. Затем Клуб Бревенчатых Домов лоббировал республиканских чиновников, чтобы те выступили против этой меры.
Бывший губернатор штата (а позже президент США) Рональд Рейган публично выступил против этой меры. Рейган выступил с неофициальным письмом против этой инициативы, ответил на вопросы журналистов об этой инициативе, заявив, что он был против, и за неделю до выборов написал в Los Angeles Herald-Examiner передовую статью, в которой выступил против нее.
Выбор времени для оппозиции Рейгана очень важен, потому что он тогда готовился баллотироваться в президенты — гонке, в которой ему потребуется поддержка консерваторов и умеренных, которым было очень неудобно с учителями-гомосексуалистами. По словам биографа Рейгана Лу Кэннона, Рейган «хорошо знал, что были те, кто хотел, чтобы он уклонился от этого вопроса», но, тем не менее, «предпочел изложить свои убеждения». Обширные выдержки из его неофициального заявления были перепечатаны в San Francisco Chronicle от 24 сентября 1978 года. В редакционной статье Рейгана от 1 ноября, в частности, говорилось: «Как бы то ни было, гомосексуализм не заразная болезнь, как корь. Преобладает научное мнение, что сексуальность человека определяется в очень раннем возрасте и что учителя ребенка на это не влияют».
В то время как опросы первоначально показали поддержку инициативы с большим отрывом, она потерпела поражение из-за сопротивления со стороны гей-сообщества и поддержки движения против среди как видных консерваторов, так и либералов и политиков умеренных взглядов.

## Результат

«За» и «против» Инициативы № 6 по округам

Инициатива потерпела поражение 7 ноября 1978 г. и проиграла даже в родном округе Бриггса Ориндж, оплоте консерваторов.
| Да или нет               | Голосов   | Процент  |
| ------------------------ | --------- | -------- |
| Нет                      | 3.969.120 | 58,4 %   |
| Да                       | 2.823.293 | 41,6 %   |
| Действительных голосов   | 6.792.413 | 95,3 %   |
| Недействительных голосов | 339.797   | 4,7 %    |
| Всего голосов            | 7.132.210 | 100,00 % |